# Sankt Bernhard-Frauenhofen
Sankt Bernhard-Frauenhofen (St. Bernhard-Frauenhofen) är en kommun  i Österrike. Den ligger i distriktet Horn i förbundslandet Niederösterreich. Huvudorten Sankt Bernhard ligger 80 km nordväst om huvudstaden Wien. 
Kommunen består av sex orter (Ortschaften) (inom parentes invånarantal 1 januari 2024):
- Frauenhofen (500)
- Groß Burgstall (188)
- Grünberg (34)
- Poigen (186)
- St. Bernhard (290)
- Strögen (74)